# 戈壁盘羊
戈壁盘羊（学名：Ovis ammon darwini）一种分布于蒙古国和中国戈壁地区的盘羊亚种。为濒危野生动植物种国际贸易公约附录II所列的保护动物。

## 分类地位
戈壁盘羊一般被认为是盘羊（Ovis ammon）戈壁亚种，英国学者彼得·格拉布和澳大利亚学者科林·格罗夫斯合著的《有蹄类动物分类学》 (Ungulate Taxonomy) 一书中将其视为独立物种，2015年发布的《中国哺乳动物多样性》名录中也采用此说法。但是目前大部分资料仍将视为盘羊亚种。

## 形态特征
戈壁盘羊体型较小。体色随季节、年龄不同变化明显。夏季成年雄性大部分为黄褐色的，体侧为淡赭色。一般年龄越大体色越深。冬季一般为黑巧克力色或深棕色，身体下半部分一般为浅黄褐色至浅棕色。